# Trafó
Le Trafó est un centre culturel et une salle de spectacle situé dans le 9e arrondissement de Budapest. 